# Villaga
Villaga ist eine italienische Gemeinde (comune) mit 1878 Einwohnern (Stand 31. Dezember 2023) in der Provinz Vicenza in Venetien. Die Gemeinde liegt etwa 20 Kilometer südlich von Vicenza am Monte Crosaron.

## Verkehr
Die östliche Gemeindegrenze bildet die frühere Strada Statale 247 Riviera von Vicenza nach Este.